# Saut à la perche masculin aux Jeux olympiques d'été de 1948
Navigation
Berlin 1936 Helsinki 1952
L'épreuve du saut à la perche masculin aux Jeux olympiques de 1948 s'est déroulée les 31 juillet et 2 août 1948 au Stade de Wembley de Londres, au Royaume-Uni.  Elle est remportée par l'Américain Guinn Smith.

## Résultats

### Finale
| Rang               | Athlète         | Pays       | 3.95 | 4.10 | 4.20 | 4.30 | 4.40 | Marque | Notes |
| ------------------ | --------------- | ---------- | ---- | ---- | ---- | ---- | ---- | ------ | ----- |
| Médaille d'or      | Guinn Smith     | États-Unis | xo   | xo   | o    | xxo  | x    | 4.30   |       |
| Médaille d'argent  | Erkki Kataja    | Finlande   | o    | o    | o    | xxx  |      | 4.20   |       |
| Médaille de bronze | Bob Richards    | États-Unis | o    | xo   | xo   | xxx  |      | 4.20   |       |
| 4                  | Erling Kaas     | Norvège    | o    | o    | xxx  |      |      | 4.10   |       |
| 5                  | Ragnar Lundberg | Suède      | o    | xxo  | xxx  |      |      | 4.10   |       |
| 6                  | Boo Morcom      | États-Unis | o    | pass | xxx  |      |      | 3.95   |       |
| 7                  | Hugo Göllors    | Suède      | xo   |      |      |      |      | 3.95   |       |
| 7                  | Valto Olenius   | Finlande   | xo   |      |      |      |      | 3.95   |       |
| 9                  | José Barbosa    | Porto Rico | xxo  |      |      |      |      | 3.95   |       |
| 9                  | José Vicente    | Porto Rico | xxo  |      |      |      |      | 3.95   |       |
| 9                  | Victor Sillon   | France     | xxo  |      |      |      |      | 3.95   |       |
| 12                 | Allan Lindberg  | Suède      | xxx  |      |      |      |      | 3.80   |       |